# Český luštič

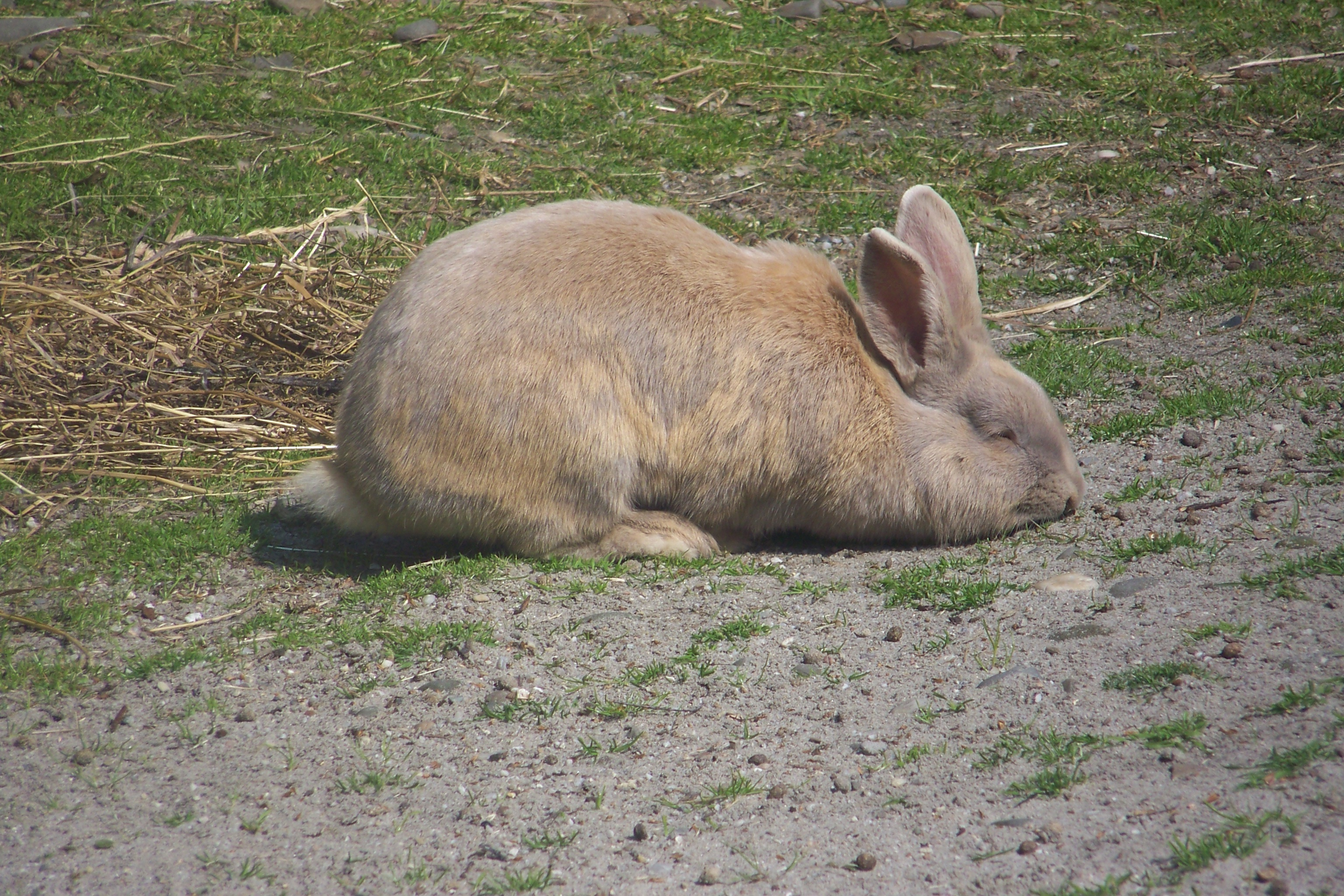
Český luštič v ostravské ZOO

Český luštič je plemeno králíka. Je českým nejmladším domácím plemenem. Byl nezávisle na sobě vyšlechtěn ve více zemích – Československu, Británii, Německu a Nizozemsku. V Česku toto plemeno vyšlechtil Václav Pém z Dolan u Kralup nad Vltavou v letech 1954–1959.
Zvláštností Českého luštiče je, že barva srsti je zcela recesivní vůči všem ostatním barvám srsti a proto se používá ke zjišťování čistokrevnosti jiných plemen – odtud původ jména luštič. Patří mezi středně velká plemena s všestrannou užitkovostí.
Genotyp: AA bb cc dd gg